# Mai no apostes el teu cap al diable
Mai no apostes el teu cap al diable. Conte amb moralitat (Never bet the devil your head. A tale with a moral) és un relat d'Edgar Allan Poe publicat per primera volta en la Graham’s Lady’s and Gentleman's Magazine, al setembre de 1841.

## Argument
El narrador explica la història del seu amic, l'indesitjable Toby Dammit, que des de menut ha estat un maleducat i blasfemador que té per costum apostar el seu cap al diable. Un bon dia, en un passeig pel camp, el dimoni en persona se li apareix i li accepta la aposta.

## Comentari
A grans trets, els contes anomenats humorístics de Poe en realitat no solen inspirar més que un mig somriure en el lector, però en Mai no apostes... sembla que es proposà fer riure de totes totes:
| « | La precocitat de Toby per al vici era horrorosa. Als cinc mesos d'edat li donaven uns atacs de ràbia tan forts que no podia dir ni pruna. Als sis mesos me'l vaig trobar rosegant un mall de baralles. Als set havia agafat el costum d'abraçar i besar els bebés de l'altre sexe. | » |

Mai no apostes... és un relat de l'època de plena maduresa de l'autor i en revela el caràcter i opinions. Como en altres contes de la sèrie humorística, satírica o grotesca (Els lleons, Les ulleres, El sistema del Dr. Tarr i el professor Fether, Com escriure un article a la manera del Blackwood...), aquest relat comenta una realitat o circumstància del seu temps que desagradava a l'autor. Se'n plany Poe al principi:
| « | No hi ha cap justificació, doncs, en l'acusació que alguns ignorants han formulat contra mi; a saber: que mai no he escrit un conte moral... | » |

La rèplica a aquesta acusació, que en efecte li van dirigir en el seu moment, és un dels relats, a colp d'ull, més frescs i divertits que publicà, la rèplica d'un escriptor i creador purista que anteposa l'ètica de la integritat de la seua obra a qualsevol altra consideració, de manera que l'única moral que es demana a un artista, com a tal, és la de ser conseqüent amb el seu propi art.
Una altra sàtira que podria suggerir aquest conte és la del llegendari "malditisme" artístic, concepte d'innegables connotacions romàntiques i, com que se'n coneixen pocs autors més "maleïts" que el mateix Poe, caldria interpretar aquesta obra com una autoparòdia. Així, l'absurda peripècia de Toby Dammit (damm it, en anglès, equival a 'maleït/maleïda siga') narrada en clau irònica (com el diable que s'apareix al final) podria no ser més que una amarga premonició de l'autor sobre el seu destí.

## Influència
Hi ha un migmetratge restaurat al 2008, de Federico Fellini, basat lliurement en aquest conte: Toby Dammit. Forma part de la pel·lícula de segments Histoires extraordinaires de 1968.